# Bettina Eistel
Bettina Eistel (* 7. Mai 1961 in Hamburg) ist eine deutsche Dressurreiterin im Behindertenreitsport, Moderatorin und Autorin.

## Biographisches
Bettina Eistel kam 1961 infolge einer Contergan-Schädigung ohne Arme zur Welt. Sie machte 1979 ihr Abitur und studierte zunächst von 1980 bis 1981 Kunstgeschichte, Archäologie und Völkerkunde in Hamburg, gefolgt von einem achtjährigen Studium der Psychologie. Während ihres Psychologiestudiums nahm sie als contergangeschädigte Sportlerin von 1985 bis 1989 an einem Reitprojekt mit Hamburger Heimkindern teil. 1989 beendete sie ihr Studium mit einem Diplom und arbeitet seitdem als Diplom-Psychologin in einer Hamburger Beratungsstätte für Kinder- und Familientherapie.
Zwischen 1991 und 1994 hatte sie deutschlandweit Grundschulen besucht, um dort – zusammen mit einem Partner – mittels ihrer Puppenbühne „Die 7 Raben“ Kindertheaterinszenierungen zu präsentieren (wie z. B. „Peter und der Wolf“). Im Zeitraum von 2002 bis 2005 konnte sich Eistel im Reitsport für Behinderte profilieren und mehrere Preise gewinnen. Die Zügel ihres Pferdes hatte sie jeweils mit dem Mund geführt. Ihr Trainer und Förderer war dabei über viele Jahre der damalige Bundestrainer Franz-Martin Stankus.
Ab Juli 2005 präsentierte Eistel dann Sommerreportagen für die ZDF-Fernsehsendung Menschen – das Magazin. Vom 7. Juli 2007 bis 26. Juli 2014 war sie Moderatorin dieser zwölfminütigen Reihe, die jeweils samstagnachmittags ausgestrahlt wurde und über Themen der Aktion Mensch berichtete. Mit der Ausgabe vom 21. August 2021 wurde das Magazin eingestellt. Am 4. September 2021 startete auf dem Sendeplatz samstags um 12:00 Uhr als Folgeformat die Reportagereihe einfach Mensch, die nicht mehr über Menschen berichten soll, sondern die Betroffenen sollen selbst aus ihrer eigenen Sicht erzählen.

## Sportliche Erfolge
Eistel wurde bisher im Dressurreiten der Reiter mit Behinderung Vize-Europa- und Vize-Weltmeisterin (zweimal Silber und Bronze bei der Europameisterschaft in Portugal 2002, und dreimal Silber bei der Weltmeisterschaft in Belgien 2003) und gewann zwei Silber- und eine Bronzemedaille bei den Paralympics 2004 in Athen; sie gewann außerdem dreimal die deutsche Meisterschaft. Als bisher letzte Erfolge steht die Bronzemedaille in den Pflichtaufgaben der Einzelwertung bei den Paralympics 2008 in Hongkong zu Buche.
2005 wurde ihr die Sportplakette des Landes Schleswig-Holstein verliehen. Im selben Jahr wurde sie auch als „Sportlerin des Jahres in Schleswig-Holstein“ ausgezeichnet. Dafür erhielt sie 2008 von Bundespräsident Horst Köhler das Silberne Lorbeerblatt.

## Auszeichnungen
- Trägerin des Silbernen Lorbeerblattes

## Publikationen
- Bettina Eistel, Das ganze Leben umarmen (Autobiographie), Ehrenwirth, 2007. ISBN 3-431-03710-0.